# Freek H. Schorer
Frederik (Freek) Hendrik Schorer (Dordrecht, 3 december 1913 - 5 november 1998) was een Nederlands componist, muziekpedagoog, dirigent, klarinettist en contrabassist.

## Levensloop
Schorer kreeg reeds op 6-jarige leeftijd piano- en solfègelessen van Henry Seyffer. Na de middelbare school studeerde hij klarinet en contrabas aan het Koninklijk Conservatorium in Den Haag en volgde aansluitend compositie en directie-lessen bij Johan Wagenaar en Eduard van Beinum. Om zijn financiële situatie te verbeteren speelde hij tijdens zijn muziekstudie in verschillende orkesten en ensembles.
Na het conservatorium ging hij werken in Brussel, Parijs en Wenen en speelde onder andere in een orkest onder leiding van Robert Stolz. Later werd hij contrabassist in het Nederlands Kamerorkest (NKO) onder leiding van Otto Glastra van Loon. In 1938 werd hij lid van de toenmalige Stafmuziek van de Koninklijke Marine. Na de Tweede Wereldoorlog en oprichting van de Marinierskapel der Koninklijke Marine werd hij als klarinettist en contrabassist aangenomen bij dit orkest. Twintig jaar bleef hij bij dit militair orkest en reisde met de kapel door de hele wereld.
In 1958 werd hij dirigent van de Philips Harmonie en ook docent bij het Philips-onderwijs in Eindhoven. Als docent van de Stichting Kunstzinnige Vorming Eindhoven gaf Schorer van 1958 tot 1971 op alle lagere scholen in Eindhoven e.o. inleidende lessen over blaasinstrumenten. In 1975 nam hij afscheid als dirigent van de Philips Harmonie. Hij werd aansluitend dirigent van de Fanfare "Vriendenkring", Overloon en bleef tot 1987 in deze functie.
Als componist schreef hij werken voor verschillende orkesten en ensembles, maar vooral voor harmonieorkesten.

## Composities

### Werken voor harmonieorkest
- 1948 Kleine suite
  1. Inleiding
  2. Marsch
  3. Blues
  4. Finale
- 1948 Israël zingt, voor mannenkoor, declamatie, harp en harmonieorkest
- 1956 Drie dansen
  1. Wals
  2. Beguine
  3. Ragtime
- 1960 Klarinet Capriolen
- 1960 Pivadyena, voor cornet, slagwerk en harmonieorkest
- 1961 Miniatures, suite
  1. Intrada
  2. Valsette
  3. Elegie
  4. Finale
- 1961 Eindhoven Suite (opgedragen aan de stad Eindhoven ter gelegenheid van het 50-jarig bestaan van de Philips Harmonie)
  1. De stad ontwaakt
  2. Fabriek
  3. Parade van de Petticoats
  4. Feest
- 1968 Fedio Christu
- 1971 Pajtas, voor klarinet en harmonieorkest
- 1976 Brabant Ragtime
- 1984 Gipsy Ballet, voor sopraan solo, mannenkoor en harmonieorkest
- 1985 Vendel Concertato, voor vendeliers en harmonieorkest
- 1988 Prazske Obrazky (Prager Notizen), voor harmonieorkest
- Bavaria mars
- Weihnachten in Harmonie

### Kamermuziek
- 1996 Largo, voor hoorn in (F of Es) en orgel

## Discografie
- PHILIPS HARMONIE o.l.v. Freek Schorer & Piet Swinkels PHILIPS [1975] 6343.264

- Library of Congress Control Number: n80042749
- Virtual International Authority File: 77608692
- WorldCat: E39PBJhMqKy4db3wMxgyqVjKVC